# IC 4128
IC 4128 ist eine Spiralgalaxie vom Hubble-Typ Sa im Sternbild Coma Berenices am Nordsternhimmel. Sie ist schätzungsweise 837 Millionen Lichtjahre von der Milchstraße entfernt.
Das Objekt wurde am 27. Januar 1904 vom französischen Astronomen Max Wolf entdeckt.